# Champion of Champions 2021
Il Champion of Champions 2021 è stato il quinto evento professionistico della stagione 2021-2022 di snooker, il primo Non-Ranking, e l'11ª edizione di questo torneo, che si è disputato dal 15 al 21 novembre 2021, presso il Bolton Whites Hotel di Bolton, in Inghilterra.
Il torneo è stato vinto da Judd Trump, il quale ha battito in finale John Higgins per 10-4. L'inglese si è aggiudicato così il suo primo Champion of Champions e il suo settimo titolo Non-Ranking, il primo dal Masters 2019, in carriera.
Trump – che aveva perso la finale di questo torneo nel 2014 e nel 2019, rispettivamente per mano di Ronnie O'Sullivan e Neil Robertson – ha disputato la sua terza finale del 2021 anno solare, dopo i successi al German Masters e al World Grand Prix, entrambi ai danni di Jack Lisowski. Higgins ha disputato la sua seconda finale in questo torneo, dopo il successo nel 2016 contro Ronnie O'Sullivan, quinta finale nel 2021 anno solare, nonché la terza consecutiva, dopo le sconfitte al Northern Ireland Open contro Mark Allen e all'English Open contro Neil Robertson; l'ultimo giocatore riuscito a raggiungere tre finali di fila nella stessa stagione era stato Neil Robertson (European Masters, German Masters, World Grand Prix, nel 2019-2020), mentre l'ultimo giocatore uscito sconfitto da tre finali di fila nella stessa stagione era stato Steve Davis (Dubai Classic, Norwich Union Grand Prix, UK Championship, nel 1990-1991).
Trump e Higgins non si sfidavano in uno scontro diretto dal Gruppo vincitori dell'edizione di gennaio-aprile 2021 della Championship League, in cui a trionfare era stato l'inglese per 3-1. Si tratta, invece, della sesta finale giocata tra i due, la prima da quella del Campionato mondiale 2019, vinta sempre da Trump per 18-9.
Durante il corso del torneo sono stati realizzati 12 century breaks, diciannove in meno della precedente edizione.
Il campione in carica era Mark Allen, il quale si è ritirato dal torneo prima del suo svolgimento.

## Montepremi
- Vincitore: £150000
- Finalista: £60000
- Semifinalisti: £30000
- Quarti di finale: £17500
- Ottavi di finale: £12500
- Totale: £440000

## Panoramica

### Sviluppi futuri
Il 16 novembre 2021 vengono annunciate le date del secondo evento stagionale della Championship League (20 dicembre 2021-3 febbraio 2022), da disputarsi presso la Morningside Arena di Leicester, in Inghilterra, come il primo, ma in questa occasione non valevole per la classifica mondiale, come già accaduto dal 2008 fino all'edizione di giugno 2020 e in quella di gennaio-aprile 2021. Il torneo non si era mai svolto nel mese di dicembre prima di questa edizione.

### Aspetti tecnici
Il 17 aprile 2021 il World Snooker Tour annuncia, tramite una nota sul suo sito ufficiale, la conferma nel calendario del Champion of Champions per il nono anno consecutivo. Dopo aver disputato l'edizione 2020 alla Marshall Arena di Milton Keynes, in Inghilterra – a porte chiuse per limitare la pandemia di COVID-19 – l'evento si svolge, per la prima volta nella sua storia, al Bolton Whites Hotel, struttura annessa alla University of Bolton Stadium, stadio di calcio del Bolton Wanderers. L'unico evento disputatosi in questa città, era stato il Campionato mondiale 1968, presso la Co-operative Hall; è, invece, il primo torneo a disputarsi presso tale sede.

### Aspetti sportivi
Così come accaduto dal suo ritorno nel tour professionistico nel 2013, il Champion of Champions viene disputato dai vincitori di ogni torneo professionistico a partire dall'edizione precedente a questo; a questi giocatori, si aggiungono il finalista del Campionato mondiale e il vincitore del World Seniors Championship, che partecipano nel caso in cui non abbiano vinto altri eventi in precedenza. Qualora il numero di 16 partecipanti non fosse rispettato, vengono invitati i giocatori non detentori di alcun torneo, secondo il Ranking.
Il 17 giugno 2021 l'azienda rivenditrice di auto online Cazoo comunica di essersi accordata con la Matchroom Sport – principale azionista del World Snooker Tour – per sponsorizzare il Champion of Champions, lo UK Championship e il Masters, oltre che il World Grand Prix, il Players Championship e il Tour Championship – facenti già parte della Cazoo Series – nella stagione 2021-2022.
Il 4 novembre 2021 dà forfait Mark Allen (per motivi personali).

## Copertura
Le seguenti emittenti e piattaforme streaming hanno trasmesso il Champion of Champions 2021.
| Copertura      | Paese/Continente                                                                        |
| -------------- | --------------------------------------------------------------------------------------- |
| ITV            | Regno Unito, Irlanda                                                                    |
| DAZN           | Germania, Austria, Svizzera, Stati Uniti, Brasile, Spagna, Italia, Canada               |
| Foxtel         | Australia                                                                               |
| Sky Network    | Nuova Zelanda                                                                           |
| VIAPLAY        | Paesi baltici e Islanda                                                                 |
| Viasat         | Scandinavia                                                                             |
| Zhibo.TV       | Cina                                                                                    |
| CET21          | Rep. Ceca, Slovacchia                                                                   |
| Pragosport     | Ungheria                                                                                |
| SportKlub      | Bosnia ed Erzegovina, Croazia, Macedonia del Nord, Montenegro, Serbia, Kosovo, Slovenia |
| TVP            | Polonia                                                                                 |
| Ziggo          | Paesi Bassi                                                                             |
| NTV            | Russia                                                                                  |
| Saran Sport    | Turchia                                                                                 |
| SuperSport     | Africa Subsahariana                                                                     |
| Matchroom.Live | Resto del mondo                                                                         |

## Partecipanti
| Torneo                                                 | Data della finale                                      | Stagione                                               | Vincitore              | Precedenti partecipazioni                          |
| ------------------------------------------------------ | ------------------------------------------------------ | ------------------------------------------------------ | ---------------------- | -------------------------------------------------- |
| Champion of Champions 2020                             | 8 novembre 2020                                        | 2020-2021                                              | Mark Allen             | 7 (2013, 2014, 2015, 2016, 2018, 2019, 2020)       |
| Northern Ireland Open 2020                             | 22 novembre 2020                                       | 2020-2021                                              | Judd Trump (1)         | 8 (2013, 2014, 2015, 2016, 2017, 2018, 2019, 2020) |
| UK Championship 2020                                   | 6 dicembre 2020                                        | 2020-2021                                              | Neil Robertson (2)     | 8 (2013, 2014, 2015, 2016, 2017, 2018, 2019, 2020) |
| Scottish Open 2020                                     | 13 dicembre 2020                                       | 2020-2021                                              | Mark Selby (3)         | 8 (2013, 2014, 2015, 2016, 2017, 2018, 2019, 2020) |
| World Grand Prix 2020                                  | 20 dicembre 2020                                       | 2020-2021                                              | Judd Trump             |                                                    |
| The Masters 2021                                       | 17 gennaio 2021                                        | 2020-2021                                              | Yan Bingtao (4)        | 2 (2015, 2019)                                     |
| German Masters 2021                                    | 31 gennaio 2021                                        | 2020-2021                                              | Judd Trump             |                                                    |
| Shoot-Out 2021                                         | 7 febbraio 2021                                        | 2020-2021                                              | Ryan Day (5)           | 2 (2017, 2018)                                     |
| Welsh Open 2021                                        | 21 febbraio 2021                                       | 2020-2021                                              | Jordan Brown (6)       | 0                                                  |
| Players Championship 2021                              | 28 febbraio 2021                                       | 2020-2021                                              | John Higgins (7)       | 8 (2013, 2014, 2015, 2016, 2017, 2018, 2019, 2020) |
| Gibraltar Open 2021                                    | 7 marzo 2021                                           | 2020-2021                                              | Judd Trump             |                                                    |
| WST Pro Series 2021                                    | 21 marzo 2021                                          | 2020-2021                                              | Mark Williams (8)      | 1 (2018)                                           |
| Tour Championship 2021                                 | 28 marzo 2021                                          | 2020-2021                                              | Neil Robertson         |                                                    |
| Championship League 2021 (1)                           | 2 aprile 2021                                          | 2020-2021                                              | Kyren Wilson (9)       | 4 (2015, 2018, 2019, 2020)                         |
| Campionato mondiale 2021 (Vincitore)                   | 3 maggio 2021                                          | 2020-2021                                              | Mark Selby             |                                                    |
| Campionato mondiale 2021 (Finalista)                   | 3 maggio 2021                                          | 2020-2021                                              | Shaun Murphy (10)      | 8 (2013, 2014, 2015, 2016, 2017, 2018, 2019, 2020) |
| World Seniors Championship 2021                        | 9 maggio 2021                                          | 2021-2022                                              | David Lilley (11)      | 0                                                  |
| Championship League 2021 (2)                           | 13 agosto 2021                                         | 2021-2022                                              | David Gilbert (12)     | 1 (2020)                                           |
| British Open 2021                                      | 22 agosto 2021                                         | 2021-2022                                              | Mark Williams          |                                                    |
| Northern Ireland Open 2021                             | 17 ottobre 2021                                        | 2021-2022                                              | Mark Allen             |                                                    |
| English Open 2021                                      | 7 novembre 2021                                        | 2021-2022                                              | Neil Robertson         |                                                    |
| Giocatori invitati dal WST per completare il tabellone | Giocatori invitati dal WST per completare il tabellone | Giocatori invitati dal WST per completare il tabellone | Ronnie O'Sullivan (13) | 7 (2013, 2014, 2016, 2017, 2018, 2019, 2020)       |
| Giocatori invitati dal WST per completare il tabellone | Giocatori invitati dal WST per completare il tabellone | Giocatori invitati dal WST per completare il tabellone | Stephen Maguire (14)   | 5 (2013, 2014, 2015, 2019, 2020)                   |
| Giocatori invitati dal WST per completare il tabellone | Giocatori invitati dal WST per completare il tabellone | Giocatori invitati dal WST per completare il tabellone | Ding Junhui (15)       | 6 (2013, 2014, 2016, 2017, 2018, 2020)             |
| Giocatori invitati dal WST per completare il tabellone | Giocatori invitati dal WST per completare il tabellone | Giocatori invitati dal WST per completare il tabellone | Stuart Bingham (16)    | 7 (2013, 2014, 2015, 2016, 2018, 2019, 2020)       |

Ricevono un invito anche Ronnie O'Sullivan, Stephen Maguire, Ding Junhui e Stuart Bingham, ovvero i primi quattro giocatori del Ranking dopo l'English Open 2021 a non aver vinto alcun torneo in questo lasso di tempo (rispettivamente numero 3, 8, 10 e 13), per completare il quadro dei 16 partecipanti.
Nota bene: nella sezione "precedenti partecipazioni", le date in grassetto indicano che il giocatore ha vinto quella edizione del torneo.
Legenda:
      World Seniors Tour

## Tabellone
|  | Ottavi di finale Al meglio dei 7 frames | Ottavi di finale Al meglio dei 7 frames | Ottavi di finale Al meglio dei 7 frames |                |                   | Quarti di finale Al meglio degli 11 frames | Quarti di finale Al meglio degli 11 frames | Quarti di finale Al meglio degli 11 frames |  |  | Semifinali Al meglio degli 11 frames | Semifinali Al meglio degli 11 frames | Semifinali Al meglio degli 11 frames |  |  | Finale Al meglio dei 19 frames | Finale Al meglio dei 19 frames | Finale Al meglio dei 19 frames |  |
|  |                                         |                                         |                                         |                |                   |                                            |                                            |                                            |  |  |                                      |                                      |                                      |  |  |                                |                                |                                |  |
|  | 1                                       | Judd Trump                              | 4                                       |                |                   |                                            |                                            |                                            |  |  |                                      |                                      |                                      |  |  |                                |                                |                                |  |
|  | 1                                       | Judd Trump                              | 4                                       |                |                   |                                            |                                            |                                            |  |  |                                      |                                      |                                      |  |  |                                |                                |                                |  |
|  |                                         | David Lilley                            | 1                                       |                |                   |                                            |                                            |                                            |  |  |                                      |                                      |                                      |  |  |                                |                                |                                |  |
|  |                                         | David Lilley                            | 1                                       | 1              | Judd Trump        | 6                                          |                                            |                                            |  |  |                                      |                                      |                                      |  |  |                                |                                |                                |  |
|  |                                         |                                         |                                         | 1              | Judd Trump        | 6                                          |                                            |                                            |  |  |                                      |                                      |                                      |  |  |                                |                                |                                |  |
|  |                                         |                                         |                                         | Ryan Day       | 0                 |                                            |                                            |                                            |  |  |                                      |                                      |                                      |  |  |                                |                                |                                |  |
|  |                                         | Ryan Day                                | 4                                       | Ryan Day       | 0                 |                                            |                                            |                                            |  |  |                                      |                                      |                                      |  |  |                                |                                |                                |  |
|  |                                         |                                         |                                         |                |                   |                                            |                                            |                                            |  |  |                                      |                                      |                                      |  |  |                                |                                |                                |  |
|  | 8                                       | Stephen Maguire                         | 2                                       |                |                   |                                            |                                            |                                            |  |  |                                      |                                      |                                      |  |  |                                |                                |                                |  |
|  | 8                                       | Stephen Maguire                         | 2                                       |                | 1                 | Judd Trump                                 | 6                                          |                                            |  |  |                                      |                                      |                                      |  |  |                                |                                |                                |  |
|  |                                         |                                         |                                         |                |                   |                                            |                                            |                                            |  |  |                                      |                                      |                                      |  |  |                                |                                |                                |  |
|  |                                         |                                         | 5                                       | Kyren Wilson   | 0                 |                                            |                                            |                                            |  |  |                                      |                                      |                                      |  |  |                                |                                |                                |  |
|  | 5                                       | Kyren Wilson                            | 5                                       | Kyren Wilson   | 0                 | 4                                          |                                            |                                            |  |  |                                      |                                      |                                      |  |  |                                |                                |                                |  |
|  | 5                                       | Kyren Wilson                            |                                         |                |                   |                                            |                                            |                                            |  |  |                                      |                                      |                                      |  |  |                                |                                |                                |  |
|  |                                         | Jordan Brown                            | 2                                       |                |                   |                                            |                                            |                                            |  |  |                                      |                                      |                                      |  |  |                                |                                |                                |  |
|  |                                         | Jordan Brown                            | 2                                       | 5              | Kyren Wilson      | 6                                          |                                            |                                            |  |  |                                      |                                      |                                      |  |  |                                |                                |                                |  |
|  |                                         |                                         |                                         | 5              | Kyren Wilson      | 6                                          |                                            |                                            |  |  |                                      |                                      |                                      |  |  |                                |                                |                                |  |
|  |                                         |                                         | 4                                       | Neil Robertson | 4                 |                                            |                                            |                                            |  |  |                                      |                                      |                                      |  |  |                                |                                |                                |  |
|  |                                         | Mark Williams                           | 4                                       | Neil Robertson | 4                 | 2                                          |                                            |                                            |  |  |                                      |                                      |                                      |  |  |                                |                                |                                |  |
|  |                                         |                                         |                                         |                |                   | 2                                          |                                            |                                            |  |  |                                      |                                      |                                      |  |  |                                |                                |                                |  |
|  | 4                                       | Neil Robertson                          | 4                                       |                |                   |                                            |                                            |                                            |  |  |                                      |                                      |                                      |  |  |                                |                                |                                |  |
|  | 4                                       | Neil Robertson                          | 4                                       |                | 1                 | Judd Trump                                 | 10                                         |                                            |  |  |                                      |                                      |                                      |  |  |                                |                                |                                |  |
|  |                                         |                                         |                                         |                |                   |                                            |                                            |                                            |  |  |                                      |                                      |                                      |  |  |                                |                                |                                |  |
|  |                                         |                                         | 6                                       | John Higgins   | 4                 |                                            |                                            |                                            |  |  |                                      |                                      |                                      |  |  |                                |                                |                                |  |
|  | 3                                       | Ronnie O'Sullivan                       | 6                                       | John Higgins   | 4                 | 4                                          |                                            |                                            |  |  |                                      |                                      |                                      |  |  |                                |                                |                                |  |
|  | 3                                       | Ronnie O'Sullivan                       |                                         |                |                   |                                            |                                            |                                            |  |  |                                      |                                      |                                      |  |  |                                |                                |                                |  |
|  |                                         | Stuart Bingham                          | 2                                       |                |                   |                                            |                                            |                                            |  |  |                                      |                                      |                                      |  |  |                                |                                |                                |  |
|  |                                         | Stuart Bingham                          | 2                                       | 3              | Ronnie O'Sullivan | 1                                          |                                            |                                            |  |  |                                      |                                      |                                      |  |  |                                |                                |                                |  |
|  |                                         |                                         |                                         | 3              | Ronnie O'Sullivan | 1                                          |                                            |                                            |  |  |                                      |                                      |                                      |  |  |                                |                                |                                |  |
|  |                                         |                                         | 6                                       | John Higgins   | 6                 |                                            |                                            |                                            |  |  |                                      |                                      |                                      |  |  |                                |                                |                                |  |
|  |                                         | Ding Junhui                             | 6                                       | John Higgins   | 6                 | 3                                          |                                            |                                            |  |  |                                      |                                      |                                      |  |  |                                |                                |                                |  |
|  |                                         |                                         |                                         |                |                   | 3                                          |                                            |                                            |  |  |                                      |                                      |                                      |  |  |                                |                                |                                |  |
|  | 6                                       | John Higgins                            | 4                                       |                |                   |                                            |                                            |                                            |  |  |                                      |                                      |                                      |  |  |                                |                                |                                |  |
|  | 6                                       | John Higgins                            | 4                                       |                | 6                 | John Higgins                               | 6                                          |                                            |  |  |                                      |                                      |                                      |  |  |                                |                                |                                |  |
|  |                                         |                                         |                                         |                |                   |                                            |                                            |                                            |  |  |                                      |                                      |                                      |  |  |                                |                                |                                |  |
|  |                                         |                                         |                                         | Yan Bingtao    | 5                 |                                            |                                            |                                            |  |  |                                      |                                      |                                      |  |  |                                |                                |                                |  |
|  | 7                                       | Shaun Murphy                            | 1                                       | Yan Bingtao    | 5                 |                                            |                                            |                                            |  |  |                                      |                                      |                                      |  |  |                                |                                |                                |  |
|  | 7                                       | Shaun Murphy                            | 1                                       |                |                   |                                            |                                            |                                            |  |  |                                      |                                      |                                      |  |  |                                |                                |                                |  |
|  |                                         | Yan Bingtao                             | 4                                       |                |                   |                                            |                                            |                                            |  |  |                                      |                                      |                                      |  |  |                                |                                |                                |  |
|  |                                         | Yan Bingtao                             | 4                                       |                | Yan Bingtao       | 6                                          |                                            |                                            |  |  |                                      |                                      |                                      |  |  |                                |                                |                                |  |
|  |                                         |                                         |                                         |                | Yan Bingtao       | 6                                          |                                            |                                            |  |  |                                      |                                      |                                      |  |  |                                |                                |                                |  |
|  |                                         |                                         | 2                                       | Mark Selby     | 3                 |                                            |                                            |                                            |  |  |                                      |                                      |                                      |  |  |                                |                                |                                |  |
|  |                                         | David Gilbert                           | 2                                       | Mark Selby     | 3                 | 3                                          |                                            |                                            |  |  |                                      |                                      |                                      |  |  |                                |                                |                                |  |
|  |                                         |                                         |                                         |                |                   | 3                                          |                                            |                                            |  |  |                                      |                                      |                                      |  |  |                                |                                |                                |  |
|  | 2                                       | Mark Selby                              | 4                                       |                |                   |                                            |                                            |                                            |  |  |                                      |                                      |                                      |  |  |                                |                                |                                |  |

| Finale (Al meglio dei 19 frames) Bolton Whites Hotel, Bolton, 21 novembre 2021. Arbitro: Paul Collier                       | | |
| Judd Trump (1) | 10–4 | John Higgins (6) |
| Prima sessione: 0–100, 0–86, 43–75, 76–0, 100–32, 61–1, 74–6, 66–0, 0–70 Seconda sessione: 74–9, 71–24, 85–47, 117–0, 73–23 | Miglior break (Trump): 74 Century breaks (Trump): 0 Miglior break (Higgins): 70 Century breaks (Higgins): 0 | Prima sessione: 0–100, 0–86, 43–75, 76–0, 100–32, 61–1, 74–6, 66–0, 0–70 Seconda sessione: : 74–9, 71–24, 85–47, 117–0, 73–23 |
| Judd Trump vince il Cazoo Champion of Champions 2021                                                                        | | |

## Century breaks
Durante il corso del torneo sono stati realizzati 12 century breaks.
| N° | Giocatore         | Century breaks | Miglior break |
| -- | ----------------- | -------------- | ------------- |
| 1  | Kyren Wilson      | 3              | 114           |
| 2  | Mark Selby        | 2              | 132           |
| =  | Neil Robertson    | 2              | 107           |
| 3  | Yan Bingtao       | 1              | 140           |
| =  | John Higgins      | 1              | 127           |
| =  | Judd Trump        | 1              | 104           |
| =  | Mark Williams     | 1              | 104           |
| =  | Ronnie O'Sullivan | 1              | 101           |